# Bistum Minas
Das Bistum Minas (lateinisch Dioecesis Fodinensis, spanisch Diócesis de Minas) war ein römisch-katholisches Bistum in Uruguay mit Sitz in Minas.

## Geschichte
Das Bistum Minas ging aus dem Territorium des Bistums Melo hervor. Die Bistumsgründung fand am 25. Juni 1960 statt. Am 10. Januar 1966 ging aus einem Teil des Bistumsterritoriums von Minas das Bistum Maldonado-Punta del Este hervor. 
Laut statistischen Angaben leben im Bistum Minas etwa 50.000 römisch-katholische Christen. Sie werden in zehn Pfarreien von dreizehn Diözesanpriestern, einem Pater und einem Diakon im Ständigen Diakonat pastoral betreut. Bei der Betreuung der römisch-katholischen Christen im Bistum Minas helfen zudem 22 Ordensschwestern und fünf Ordensbrüder. Als Suffraganbistum untersteht das Bistum Minas kirchenrechtlich dem Erzbistum Montevideo. 
Der seit 2004 amtierende Bischof Francisco Domingo Barbosa Da Silveira hat den Heiligen Stuhl Ende Juni 2009 um seinen Rücktritt gebeten, nachdem in den Medien Berichte aufgetaucht waren, wonach dem Bischof seitens einiger Priester des Bistums „homosexuelle Aktivitäten“ zur Last gelegt wurden. Papst Benedikt XVI. hat den Rücktritt am 1. Juli 2009 angenommen.
Am 2. März 2020 vereinigte Papst Franziskus das Bistum Minas mit dem Bistum Maldonado-Punta del Este zum Bistum Maldonado-Punta del Este-Minas.

## Bischöfe
- José Maria Cavallero (9. Juli 1960–29. Mai 1963, verstorben)
- Edmondo Quaglia Martínez (29. Mai 1964–12. Juli 1976, verstorben)
- Carlos Arturo Mullín Nocetti SJ (3. November 1977–17. März 1985, verstorben)
- Víctor Gil Lechoza (9. November 1985–21. Juni 2001[3], verstorben)
  - vakant, Rodolfo Wirz, Apostolischer Administrator (2001–2004)
- Francisco Domingo Barbosa Da Silveira (6. März 2004–1. Juli 2009, Amtsverzicht)
  - vakant, Rodolfo Wirz, Apostolischer Administrator (1. Juli 2009–16. Oktober 2010)
- Jaime Fuentes (16. Oktober 2010[4]–2. März 2020)